# Keziah Jones
Keziah Jones, rojen kot Olufemi Sanyaolu, francosko-nigerijski pevec, tekstopisec in kitarist, * 1. oktober 1968, Lagos, Nigerija. 
Znan je po svojem značilnem stilu, imenovanem Blufunk, ki združuje prvine bluesa, soula in funka, in po svojem načinu igranja kitare, ki spominja na basistično tehniko ter tudi po tem, da ima na večini svojih nastopov razgaljen trup. Sicer velja za enega najboljših sodobnih kitaristov.

## Življenje
Rojen je bil v družino Osodolama Sanyaola, poglavarja jorubskega plemena in uspešnega industrialca, in svoje zgodnje otroštvo preživel v okolici Lagosa. Namenjeno mu je bilo, da sledi očetovi življenjski poti, zaradi česar ga je oče vpisal na ugledno šolo v Londonu, tako da je kot osemletnik zapustil rodno Nigerijo.
Ker mu zastavljena prihodnost in pričakovanja družine niso odgovarjala, je v glasbi našel izhod in se pri trinajstih na zapuščenem šolskem pianinu sam naučil igrati in skladati pesmi. Klavir je nato čez tri leta zamenjal s kitaro. S posvečanjem glasbi pa je zanemarjal svoje šolske obveznosti in pogosto izostajal od pouka. Ko je opustil šolanje, je svoje pesmi začel igrati po ulicah, nočnih klubih in na londonski podzemni železnici, pri tem pa živel boemsko življenje ter se izogibal policiji, imigracijskim službam in, seveda, sorodnikom.
Leta 1991 ga je na pariškem Metroju odkril umetniški direktor pariške založbe Delabel France, pri kateri je naslednje leto izdal album Blufunk Is A Fact, mešanico funka in bluesa, na katerem je bila tudi svetovna uspešnica Rhythm is love. Nato sta sledila albuma, African Space Craft (1995), ki govori o težavah sodobnega afriškega umetnika, in Liquid Sunshine (1999), ki pa nista bila najbolj uspešna, zaradi česar je tudi izgubil pozornost medijev do leta 2003, ko je izdal album Black Orpheus, s katerim je ponovno pridobil naklonjenost kritikov in občil.
Doslej njegov zadnji album je izšel 1. septembra 2008 pod imenom Nigerian Wood, ki ga je promoviral s serijo nenapovedanih nastopov po pariškem Métroju. Keziah Jones je 3. julija 2009 nastopil v Mariboru na Festivalu Lent.
Za prihodnost ima načrtovanih več projektov, od katerih največja sta želja po ustanovitvi glasbenega festivala Paris-Lagos in po začetku poučevanja Blufunka, s čimer bi svoj slavni stil predal mlajšim generacijam.
Jones se je leta 1994 poročil z angleško-nigerijsko pevko Akure Wall in se leta 1996 od nje ločil.

## Vplivi
Največja njegova vzornika sta po njegovi lastni izpovedi Fela Kuti in Jimi Hendrix.

## Delo
- Blufunk Is A Fact (23.3.1992)
- live ep (v živo) (1993)
- African Space Craft (27.3.1995)
- Liquid Sunshine (10.5.1999)
- Black Orpheus (22.4.2003)
- Black Orpheus Limited Edition (2004)
- Rhythm Is Love - Best Of (2.11.2004)
- Nigerian Wood (1.9.2008)